# Propriedade universal
Em vários ramos da matemática, uma construção útil é muitas vezes vista como a "solução mais eficiente" para um determinado problema. A definição de uma propriedade universal ou problema universal utiliza a linguagem de teoria das categorias para fazer essa noção precisa e estudá-la de forma abstrata, dados objetos que desempenhem um papel semelhante na busca de isomorfismos para definir canonicamente uma estrutura.